# Denis Gheerbrant
Pour les articles homonymes, voir Gheerbrant.
Denis Gheerbrant, né le 24 février 1948 à Paris, est un cinéaste français, auteur d'une douzaine de documentaires qui inscrivent dans la continuité du cinéma direct une esthétique propre qui trouve un écho auprès des jeunes générations de cinéastes.
Et la vie (1991), La vie est immense et pleine de dangers (1994), La République Marseille (2009) ont été particulièrement remarqués.

## Biographie
Denis Gheerbrant est le fils de Bernard Gheerbrant, éditeur et libraire, fondateur de la librairie La Hune dans le quartier de Saint-Germain-des-Prés à Paris.
Après des études littéraires à l'université de Nanterre, il intègre l’IDHEC en 1969, au sein du département réalisation et prise de vues. Entre 1972 et 1977, il se partage entre l’enseignement (Paris I et Paris VIII), le métier d’assistant opérateur, de chef opérateur de courts-métrages et un travail personnel de photographie. Il est exposé au Palais de Tokyo dans le cadre du festival d'automne à Paris, pour son travail sur le 15e arrondissement de Paris.
En 1978, il tourne son premier film, Printemps de square, avec des jeunes dans un quartier du 15e.
Jusqu'en 1990, il continuera à alterner entre son travail de directeur de la photographie, en fiction comme en documentaire, et ses propres réalisations de films documentaires.
Cofondateur, en 1992, de l'association des cinéastes documentaristes, ADDOC, il enseigne épisodiquement, notamment à la Fémis.
À travers des projets très différents, dans des lieux circonscrits (La vie est immense et pleine de dangers, grands comme le monde) ou dans des explorations larges (Et la vie, Le Voyage à la mer, Après), il filme seul dans des relations suivies ou des rencontres fortuites. Sur chaque film, son questionnement travaille à faire émerger une parole propre à chacun de ses interlocuteurs.
Ses films sont majoritairement produits par Les Films d'ici.

## Filmographie

### Réalisateur
- 1980 : Printemps de square, 80 min
- 1984 : Amour rue de Lappe[7], 60 min Festival du film de Belfort
- 1986 : Question d'identité[8], 55 min Prix du filmaker - Bilan du film ethnographique 1987[9]
- 1986 : La Parole d'abord, 20 min
- 1991 : Et la vie[10], 90 min Prix de la compétition internationale et de la SCAM - Vues sur les docs, Marseille, 1991
Sortie en salles en 2002
- 1992 : Une fête foraine, 52 min
- 1994 : La vie est immense et pleine de dangers[11], 80 min Vues sur les Docs ; États généraux du film documentaire[12], Lussas
Sortie en salles en 1995
- 1995 : Un printemps de cinéma, 23 min
- 1998 : Grands comme le monde, 90 min[13] Festival de Cannes sélection Acid ; Vues sur les docs
Sortie en salles en 1999
- 2001 : Lettre à Johan van der Keuken, 30 min
- 2001 : Le Voyage à la mer[14], 87 min Prix Planète - Vues sur les docs 2001
Sortie en salles en 2002
- 2004 : Après, un voyage dans le Rwanda, 100 min Festival de Cannes sélection Acid ; États généraux du film documentaire ; Montreal Documentary Festival-RIDM
Sortie en salles en 2005
- 2009 : La République Marseille[15], une suite de 7 films d'une durée de 6 heures Cinéma du réel 2009 ; États généraux du film documentaire ; Montreal Documentary Festival-RIDM
Sortie en salles en 2010
- 2014 : On a grèvé[16], 70 min Sélection française, Cinéma du réel 2014
Sortie en Salle en septembre 2014
- 2019 : Mallé en son exil
- 2021 : Avant que le ciel n'apparaisse, coréalisatrice Lina Tsrimova, 85 min Sélection française, Cinéma du réel 2021
- 2022 : La Colline, coréalisatrice Lina Tsrimova Festival de Cannes sélection Acid ; États généraux du film documentaire

### Chef opérateur
- 1980 : Histoire d'Adrien, de Jean-Pierre Denis Caméra d'or - Festival de Cannes, 1980
- 1981 : L'Heure exquise, de René Allio
- 1982 : La Palombière, de Jean-Pierre Denis
- 1983 : Faux-fuyants, d'Alain Bergala et de Jean-Pierre Limosin
- 1986 : Manège, de Jacques Nolot
- 1987 : Blockhaus, d'Harold Vasselin et Johanne Charlebois
- 1988 : Les Camps du silence, de Bernard Mangiante
- 1990 : Je t'ai dans la peau, de Jean-Pierre Thorn
- 1991 : Le Temps d'un détour, d'Alain Bergala
- 1997 : Faire kiffer les anges, de Jean-Pierre Thorn

## Rétrospectives et hommages
- 2003 : Films principaux projetés à Visions du réel, Nyon
- 2015 : Rétrospective intégrale, 32e rencontres Gindou Cinéma[17]
- 2022 : Rétrospective intégrale à la Cinémathèque du documentaire (BPI. Centre Pompidou)[18]

### Autre
- 2021 : Et l'espace devenait humain, 44 min, réalisé par Adrien Faucheux[19]

## Citation
« [...] Quand je filme seul, ce qui m’intéresse, c’est de casser le flux du vécu : on est dans une relation, on interrompt la relation, et on entre dans un film. Mon regard ne soutient plus la relation. C’est le fait de filmer qui est la relation. C’est violent, c’est beau et c’est fort, et là on fait un film pour les autres qui n’est jamais l’enregistrement d’une relation [...]. »

### Filmographie/vidéo
- Les Entretiens de CinéDV, avec Denis Gheerbrant, 2014.
- Leçon de cinéma avec Denis Gheerbrant au Rencontres internationales du documentaire de Montréal 2010.
- Penser le cinéma documentaire, entretien avec Denis Gheerbrant, 2010 (université Aix-Marseille).